# バッハ家
バッハ家またバッハ一族 (ドイツ語: Familie Bach)は、16世紀後半から18世紀までドイツに続いた、ヨハン・ゼバスティアン・バッハをはじめとする重要な音楽家の家系である。　

## 概要
バッハ一族の家系図の資料として『音楽家系バッハ一族の起源』と題した年代記があり、これはヨハン・ゼバスティアン・バッハによって1735年に作成され、その後次男カール・フィリップ・エマヌエル・バッハによって補筆された。この年代記では、J.S.バッハ本人を含む53人の男子について番号付けで記してある。
これによると、一族の祖であるファイト・バッハは元々ハンガリーに在住していたが、ルター派の信仰であったためにそこから逃げなければならず、その後テューリンゲン地方ゴーダ近郊のヴェヒマールに安寧の地を見つけ、そこに定住した。ファイト・バッハはテューリンゲンに移る前から白パン焼き職人で生計を立てており、移住後も職業を続けたが、粉を挽くかたわらでツィトリンゲン(ツィターの一種)の演奏を嗜み、これがバッハ一家が音楽に携わるきっかけとなったとしている。ファイト・バッハが逃げた理由として、シュマルカルデン戦争中の反宗教改革派によるプロテスタント派の追放が有力であるとされている。
しかし、一族で最初の職業音楽家はファイトの息子ヨハネス・バッハで、ヨハネスは家業のパン屋を継ぎながら、町楽師としても研鑽を重ねた。このヨハネス・バッハの3人の息子からバッハ家の4つの分家、「主要家系」「エアフルト家系」「アルンシュタット家系」「フランケン家系」が生じた。「主要家系」は、ヨハネスの次男クリストフ(J.S.バッハの祖父)から、「エアフルト家系」は長男ヨハンから、「アルンシュタット家系」は末息子ハインリヒから、「フランケン家系」は次男クリストフの息子、アンブロジウス(J.S.バッハの父)の兄ゲオルク・クリストフから、それぞれ枝分かれしている。「エアフルト家系」と「アルンシュタット家系」はそれぞれテューリンゲン地方の地名にちなんでいるが、「フランケン家系」に関しては、ゲオルク・クリストフがフランケン地方のシュヴァインフルトでカントルを務めたことに由来している。
こうして、ヴェヒマールをはじめとしたドイツ中部のアイゼナハ、エアフルト、アルンシュタット、マイニンゲンなどの各都市で、町楽師、オルガニスト、カントルといった職業に就くことで、バッハ一族は繁栄を遂げた。その結果、16世紀末には、中部ドイツでは「バッハ」という言葉は「音楽家」の代名詞としても扱われるようになったとされている。
また、このように発展していく中で、ヴィルケ、レンマーヒルト、ホフマンなどの家系とも深い関係を結んでいった。バッハ一族は同族結婚も多く、17世紀に入るまでは音楽家の地位が低かったこともあり、それぞれの家系同士で強い結束を持っていた。毎年1度開かれていたバッハ一族の会合は、この結束の証左といえる。この会合では初めにコラールが歌われた後、いくつかの民謡の旋律を即興的に同時に歌う「クォドリベット」という遊びの歌も好んで歌われ、また演奏だけでなく職業上の情報等も交換されたといわれている。
バッハ一族は、大バッハの息子たちがより新しい世界に向かって勇躍するまで、テューリンゲンを離れたことがなかった。三十年戦争の時代に農民が惨状にさいなまれていた間、バッハ家は音楽家として地位を守り、音楽家を輩出したが、一族の名声は、ヨーロッパの最も偉大な音楽家の中では地域限定のものだった。作曲家として名を残さなかった者でも、市の演奏家や教会楽長、オルガニストのいずれかとして公式な記録に名を残している。エアフルトでは「バッハ」といえば音楽家を意味したほどで、一族がこの街から消えた後の1793年になっても、そのイメージが通用するほどだった。
大バッハの子供たちのうち、先妻で従妹のマリア・バルバラとの間にもうけた子供は7人いたが、生きながらえた子供は3人で、そのうち長男ヴィルヘルム・フリーデマンと次男カール・フィリップが音楽家となった。ヨハン・クリストフ・フリードリヒと末子ヨハン・クリスチャンの母親は、若い後妻のアンナ・マクダレーナ・バッハである。彼女自身はザクセン＝ヴァイセンフェルス公の名のある宮廷トランペット奏者の娘であり、自らも優れたソプラノ歌手であった。
ファイトの息子ヨハネスの末息子ハインリヒには、二人の優れた息子がおり、ヨハン・ミヒャエル・バッハとヨハン・クリストフ・バッハは大バッハの先駆者として重要である。ヨハン・クリストフのモテット《イエスよ、われは汝を離れじIch lasse dich nicht 》は、かつては大バッハのカンタータと看做され、BWV159 という整理番号を与えられていた（現在は偽作として、BWV159a に修正されている）。ファイト・バッハの末裔のうち、ヨハン・ルートヴィヒ・バッハは大バッハにより、ほかのどの先祖よりも評価され、大バッハはヨハン・ルートヴィヒの数多くの教会カンタータを写譜して蔵書し、時おりそれに筆を加え、新作部分を付け足すこともあった。
大バッハの直系の末裔は、もはや存在しておらず、傍系の末裔が存在するのみである。父親や兄とは対照的に、世俗的成功を手に入れた次男には、二人の息子がいたものの、ともに家業を継がなかった。次兄と弟の華麗な活躍に挟まれ、目立たないヨハン・クリストフ・フリードリヒだが、ビュッケブルクの宮廷楽長として堅実に活動を続けた。その子（すなわち大バッハの孫）ヴィルヘルム・フリードリヒ・エルンストがバッハ直系の最後の音楽家であり、その死によって事実上、音楽家バッハ家は断絶した。

## 家系図
バッハ一族では、エアフルト系が非常に長い時代にわたって「集合地点」であり続けた。エアフルト系バッハ一族の、60以上の幼児洗礼と、婚礼、埋葬については、すべてカウフマン教会の教会記録簿に記載されている。

### 系図
下図は英語・ドイツ語版及び、樋口隆一著『バッハ』の一族略系図に基づく。
英語・ドイツ語版では、同名の別人物に関して便宜上1世・2世…と呼び分けているが、必ずしも当人や一族にそのような区別の習慣があったわけではない。ここでは生年順に(1)・(2)のように区別する。
- ファイト・バッハ (1550年頃-1619) - 一族の祖、大バッハの高祖父
  - ヨハネス・バッハ (1) (?-1626) - ここから主要4家系が生じた。大バッハの曽祖父
    - ヨハン(ヨハネス)・バッハ (2) (1604-1673) -「エアフルト家系」
      - ヨハン・クリスティアン・バッハ (1) (1640-1682)
        - ヨハン・ヤーコプ・バッハ (2) (1668-1692)
        - ヨハン・クリストフ・バッハ (4) (1673-1727)
          - ヨハン・ザムエル・バッハ (1694-1720)
          - ヨハン・クリスティアン・バッハ (2) (1696-??)
          - ヨハン・ギュンター・バッハ (2) (1703-1756)

      - ヨハン・エギディウス・バッハ (1) (1645-1716)
        - ヨハン・バルタザール・バッハ (1673-1691)
        - ヨハン・ベルンハルト・バッハ (1) (1676-1749)
          - ヨハン・エルンスト・バッハ (2) (1722-1777)
            - ヨハン・ゲオルク・バッハ (1) (1751-1797)

        - ヨハン・クリストフ・バッハ (6) (1685-1740)
          - ヨハン・フリードリヒ・バッハ (2) (1706-1743)
          - ヨハン・エギディウス・バッハ (2) (1709-1746)

      - ヨハン・ニコラウス・バッハ (1) (1653-1682)

    - クリストフ・バッハ (1613-1661) -「主要家系」大バッハの祖父
      - ゲオルク・クリストフ・バッハ (1642-1697) -「フランケン家系」
        - ヨハン・ヴァーレンティーン・バッハ (1669-1720)
          - ヨハン・ローレンツ・バッハ (1695-1773)
          - ヨハン・エリアス・バッハ (1705-1755)
            - ヨハン・ミヒャエル・バッハ (3) (1745-1820)
              - ヨハン・ゲオルク・バッハ (2) (1786-1874)
              - ゲオルク・フリードリヒ・バッハ (1792-1860)

      - ヨハン・クリストフ・バッハ (2) (1645-1693)
        - ヨハン・エルンスト・バッハ (1) (1683-1739)
        - ヨハン・クリストフ・バッハ (7) (1689-1740)

      - ヨハン・アンブロジウス・バッハ (1645-1695　大バッハの父)
        - ヨハン・クリストフ・バッハ (3) (1671-1721)
          - ヨハン・アンドレーアス・バッハ (1713-1779)
            - ヨハン・クリストフ・ゲオルク・バッハ (1747-1814)

          - ヨハン・ベルンハルト・バッハ (2) (1700-1743)
          - ヨハン・クリストフ・バッハ (8) (1702-1756)
            - エルンスト・カール・ゴットフリート・バッハ (1738-1801)
            - エルンスト・クリスティアン・バッハ (1747-1822)
            - フィリップ・クリスティアン・ゲオルク・バッハ (1734-1809)

        - ヨハン・ヤーコプ・バッハ (3) (1682-1722)
        - ヨハン・ゼバスティアン・バッハ (1685-1750) - 大バッハ。1720年以前は同じくバッハ一族のマリア・バルバラ・バッハとの子で、以降はアンナ・マクダレーナ・ヴィルケ(旧姓)との子。
          - カタリーナ・ドロテーア・バッハ (1708-1774)
          - ヴィルヘルム・フリーデマン・バッハ (1710-1784) -「ドレスデンのバッハ」又は「ハレのバッハ」
          - カール・フィリップ・エマヌエル・バッハ (1714-1788) -「ベルリンのバッハ」又は「ハンブルクのバッハ」
            - ヨハン・ゼバスティアン・バッハ (1748-1778) - 画家。

          - ヨハン・ゴットフリート・ベルンハルト・バッハ (1715-1739)
          - ゴットフリート・ハインリヒ・バッハ (1724-1763)
          - ヨハン・クリストフ・フリードリヒ・バッハ (1732-1795) -「ビュッケブルクのバッハ」
            - ヴィルヘルム・フリードリヒ・エルンスト・バッハ (1759-1845)

          - ヨハン・クリスティアン・バッハ (3) (1735-1782) -「ミラノのバッハ」又は「ロンドンのバッハ」

    - ハインリヒ・バッハ (1) (1615-1692) -「アルンシュタット家系」
      - ヨハン・クリストフ・バッハ (1) (1642-1703)
        - ヨハン・ニコラウス・バッハ (2) (1669-1753)
        - ヨハン・クリストフ・バッハ (5) (1676-)
          - ヨハン・ハインリヒ・バッハ (1709-??)

        - ヨハン・フリードリヒ・バッハ (1) (1682-1730)
        - ヨハン・ミヒャエル・バッハ (2)  (1685-??)

      - ヨハン・ミヒャエル・バッハ (1) (1648-1694)
        - マリア・バルバラ・バッハ (1684-1720) - J.S.バッハの一人目の妻。

      - ヨハン・ギュンター・バッハ (1) (1653-1683)

  - フィリッピウス(リップス)・バッハ (1590-1620)
    - ヴェンデル・バッハ (1619-1682)
      - ヨハン・ヤーコプ・バッハ (1) (1655-1718)
        - ニコラウス・エフライム・バッハ (1690-1760)
        - ゲオルク・ミヒャエル・バッハ　(1703-1771)
          - ヨハン・クリスティアン・バッハ (4) (1743-1814)

        - ヨハン・ルートヴィヒ・バッハ (1677-1731) -「マイニンゲン家系」
          - ゴットリープ・フリードリヒ・バッハ (1714-1785)
            - ヨハン・フィリップ・バッハ (1752-1846)

          - ザムエル・アントン・バッハ (1713-1781)

    - ヨハン・バッハ (4) (1621-1686) - リップス・バッハの甥
      - ヨハン・シュテファン・バッハ (1665-1717)

- カスパール・バッハ (1) (1570-1640) - ファイト・バッハの兄弟？
  - カスパール・バッハ (2) (1600-??)
  - ハインリヒ・バッハ (2) (??-1635) -「盲目のヨーナス」
  - ヨハン・バッハ (3) (1612-1632)
  - メルヒオール・バッハ (1603-1634)
  - ニコラウス・バッハ (1619-1637)